# WTA Tournament of Champions
El WTA Tournament of Champions fue un torneo de tenis femenino que se disputaba anualmente al final de la temporada.
En la primera edición del torneo participaron las diez jugadoras mejores clasificadas al final del año, que hubiesen ganado al menos un título de la serie WTA International Tournaments y que no hubiesen quedado clasificadas entre las ocho mejores, que disputaban el WTA Tour Championships. Además, la WTA otorgaba dos invitaciones (tarjeta de invitación o wildcard). Se disputaba en cuatro grupos de tres jugadoras, por el sistema de round-robin, y la mejor tenista de cada grupo se calificaba para las semifinales.
Sin embargo, a partir de la segunda edición el formato varió, participando únicamente las seis mejores clasificadas más dos wildcards. Las cuatro mejores eran las cuatro cabezas de serie, y a las demás se las distribuía de forma aleatoria en el cuadro para proceder a eliminación directa, empezando el torneo en cuartos de final. Este formato se utilizó en las dos siguientes ediciones del torneo.
A partir de la cuarta edición el sistema del torneo volvió al formato round-robin, con dos grupos de cuatro jugadoras y las dos mejores de cada grupo enfrentándose en semifinales. Además, si la ganadora del torneo había conseguido al menos tres torneos de la serie WTA International Tournaments se llevaba un premio adicional de un millón de dólares.
Este torneo tuvo dos sedes: de 2009 a 2011 se disputó en Bali, Indonesia, y de 2012 a 2014 se celebró en Sofía, Bulgaria. En 2015 el torneo fue sustituido por el WTA Elite Trophy.

## Resultados históricos

### Individual
| Lugar | Año             | Campeona           | Finalista        | Resultado   |
| ----- | --------------- | ------------------ | ---------------- | ----------- |
| Bali  | 2009            | Aravane Rezai      | Marion Bartoli   | 7-5, ret.   |
| Bali  | 2010            | Ana Ivanović       | Alisa Kleybanova | 6-2, 7-6(5) |
| Bali  | 2011            | Ana Ivanović       | Anabel Medina    | 6-3, 6-0    |
| Sofía |                 |                    |                  |             |
| 2012  | Nadia Petrova   | Caroline Wozniacki | 6-2, 6-1         |             |
| 2013  | Simona Halep    | Samantha Stosur    | 2-6, 6-2, 6-2    |             |
| 2014  | Andrea Petković | Flavia Pennetta    | 1-6, 6-4, 6-3    |             |